# Смолино (Омская область)
Смолино — деревня в Усть-Ишимском районе Омской области. Входит в состав Слободчиковского сельского поселения.

## История
В 1926 года состояла из 145 хозяйств, основное население — русские. Центр Смолинского сельсовета Усть-Ишимского района Тарского округа Сибирского края.

## Население
| 1926 | 2010 |
| ---- | ---- |
| 722  | ↘2   |